# Bulbophyllum hiljeae
Bulbophyllum hiljeae är en orkidéart som beskrevs av Jaap J. Vermeulen. Bulbophyllum hiljeae ingår i släktet Bulbophyllum och familjen orkidéer.
Artens utbredningsområde är Papua Nya Guinea. Inga underarter finns listade i Catalogue of Life.